# Ag-ui kkot
Ag-ui kkot (악의 꽃?), nota anche con il titolo internazionale Flower of Evil, è una serie televisiva sudcoreana del 2020.

## Trama
L'investigatrice Cha Ji-won inizia progressivamente a pensare che Baek Hee-sung, marito premuroso e all'apparenza perfetto, sia in realtà lo spietato assassino seriale a cui da tempo sta dando la caccia.